# Bahnstrecke Dornstetten–Pfalzgrafenweiler
| Streckenlänge: | 10,9 km              |                      |                      |
| Spurweite: | 1435 mm (Normalspur) |                      |                      |
| |                      |                      |                      |
| \| \| \| von Eutingen im Gäu \| \| \| \| 0,0 \| Dornstetten \| Dornstetten \| \| \| \| nach Schiltach \| \| \| \| 2,2 \| Hallwangen \| Hallwangen \| \| \| 4,6 \| Kälberbronn-Erzgrube \| Kälberbronn-Erzgrube \| \| \| 7,3 \| Herzogsweiler \| Herzogsweiler \| \| \| 10,9 \| Pfalzgrafenweiler \| Pfalzgrafenweiler \| |                      |                      |                      |
| Strecke |                      | von Eutingen im Gäu  | von Eutingen im Gäu  |
| Bahnhof | 0,0                  | Dornstetten          | Dornstetten          |
| Abzweig ehemals geradeaus und nach links |                      | nach Schiltach       | nach Schiltach       |
| Haltepunkt / Haltestelle (Strecke außer Betrieb) | 2,2                  | Hallwangen           | Hallwangen           |
| Haltepunkt / Haltestelle (Strecke außer Betrieb) | 4,6                  | Kälberbronn-Erzgrube | Kälberbronn-Erzgrube |
| Haltepunkt / Haltestelle (Strecke außer Betrieb) | 7,3                  | Herzogsweiler        | Herzogsweiler        |
| Kopfbahnhof Streckenende (Strecke außer Betrieb) | 10,9                 | Pfalzgrafenweiler    | Pfalzgrafenweiler    |

Die Bahnstrecke Dornstetten–Pfalzgrafenweiler ist eine unvollendete Eisenbahnstrecke in Baden-Württemberg. Sie sollte insgesamt 10,9 Kilometer lang werden. 

## Geschichte
Bereits seit den 1890er-Jahren bemühte sich Pfalzgrafenweiler um einen Eisenbahnanschluss. Schon um die Jahrhundertwende fanden erste Projektierungsarbeiten statt, so wurde unter anderem über eine Verlängerung der Schmalspurbahn Nagold–Altensteig über Pfalzgrafenweiler nach Freudenstadt nachgedacht. Schlussendlich wurden drei Varianten für eine Normalspurbahn ausgearbeitet:
1. Dornstetten–Hallwangen–Pfalzgrafenweiler
2. Dornstetten–Lützenhardt–Pfalzgrafenweiler
3. Freudenstadt Stadt–Musbach–Pfalzgrafenweiler

Schließlich wurde der Bau der ersten Variante, die die preiswerteste darstellte, genehmigt. Am 1. April 1913 wurde in Dornstetten, wo die neu zu bauende Bahnstrecke an die Bahnstrecke Eutingen im Gäu–Schiltach anschließen sollte, eine Bausektion eingerichtet. Bedingt durch den Ersten Weltkrieg wurden die Bauarbeiten aber zum 1. September 1914 wieder eingestellt.
Nach dem Ende des Ersten Weltkriegs wurden die Bauarbeiten im März 1919 als Notstandsarbeit durch zahlreiche Arbeitslose fortgeführt, allerdings nach der Fertigstellung der Bahntrasse im Dezember 1920 wieder beendet. Es fehlte zur Fertigstellung lediglich noch der Oberbau. Bis November 1923 wurden noch einzelne kleinere Restarbeiten durchgeführt.
Erst 1938 war mit der Rückübertragung der für den Bahnbau beanspruchten Flächen an die Gemeinden und einer 1954 gezahlten Entschädigung das Projekt endgültig beendet. Heutzutage sind noch in Dornstetten und Hallwangen die fertiggestellten Bahndämme und ein Einschnitt sichtbar.